# スタイリッシュハート
スタイリッシュハート（Stylish Heart）は日本の女性ボーカルユニットである。略称は「スタハー」。
メンバーは吉野みづほと中西里菜の2名。

## 概要
- 2007年1月24日、スタイリッシュハート結成
- 2009年2月に個人事務所を立ち上げ、プレイヤー兼マネージャー・セルフプロデュースで活動している。自分達の事は自分達で売り出す「社長アイドル」
- 2009年9月4日シングル「Get dream」で全国CDデビュー。
- 最近は女性マジシャン「ドリームハート」という別名義で歌って踊ってマジックする、裏プロジェクトとして活動を行っている。
- 2014年スタイリッシュハートエンターテイメント株式会社設立
- 毎年8月の第4日曜日に新宿ルイードK4にて、1年に1度ワンマンライブを行っている。

## 略歴
- 2007年1月

東京都杉並区阿佐ヶ谷のライブハウス「あさがやドラム」にて、結成お披露目ライブを行いステージデビュー。
- 2007年7月

初のシングルCD「Dream Fighter」発売。
- 2007年11月

芸能事務所浅井企画のオーディションに合格、浅井企画所属タレントとなり、同時に事務所所属の女性芸能人で結成されたフットサルチーム「ASAI RED ROSE」に加入、フットサル活動を始める。
- 2007年12月

川崎市体育館にて行われた芸能人女子フットサル公式大会「メルシートゥフェスタ2007　X'mas Party2」でフットサル公式大会デビュー。
- 2008年4月

ライブハウス新宿RUIDO K4にて初のワンマンライブ「スタハーファーストワンマンライブ～100人動員への道～」を開催。目標であった観客100人動員を達成し、結成当初からの念願が叶うこととなった。
また、ワンマンライブ同日から、初のミニアルバム「S・H History 1」を発売開始。
- 2008年6月

目標であったCD1000枚完売を達成。
- 2008年12月7日

吉野、中西の2名とも所属事務所・浅井企画を辞め、ASAI RED ROSEを退団。
- 2009年2月

個人事務所を設立。プレイヤー兼マネージャーの社長アイドルとなる。
- 2009年9月4日

Ayai Factoryからシングル「Get dream」で全国CDデビュー。
- 2009年

[クラブ系最強フル]にてスタイリッシュハートの「オシャレ番長」が着うたランキング2位にランクイン。
- 2011年

HMV入門編シリーズ 吉田豪監修「ライブアイドル入門」で吉田豪にLOVEずっきゅんの楽曲を気に入られてアルバム入り。
- 2014年5月

スタイリッシュハートエンターテイメント株式会社設立。

### 出演
- 航空自衛隊 美保基地「航空祭」
- 入間基地、横田基地など出演
- 東海大学「建学祭」単独ステージ
- 東急ケーブルテレビ「スタイリッシュハートの社長と社員なんでもやっちゃいます！」レギュラー出演
- Gyao「アイドル勝ち抜きバラエティ ヌキ天」(3週勝ち抜き)
- TVK「ありがとッ！」
- 2014年～茨城県水戸市にある専門学校「八文字学園」のナビゲーターに任命。
- SEXY IDOL MUSIC FESTA 2014～2015年アシスタントMC
- ニコニコ生放送配信～丘咲エミリ×南梨央奈×森苺莉×スタイリッシュハート「ワタシたちのFX！～ガチで運用してみました～」レギュラー

## メンバー
- 吉野みづほ（よしの みずほ、1984年8月17日 - ）身長156cm、血液型B型。
- 中西里菜（なかにし りな、1989年9月13日 - ）身長154cm、血液型AB型（元AKB48のメンバーである中西里菜と同姓同名であるが、まったくの別人である）。

## 作品

### シングル
1. Dream Fighter（2007年7月21日）
2. Let's dancing（2007年11月4日）
3. Dream Fighterシングル&DVD（2009年2月15日）
4. Get dream/Majiでkoiする5秒前（2009年9月4日）
5. 隣りのあの子はあなたのアイドル/シャイニングハート（2012年8月28日）
6. デブのからくり言葉/シャイニングハート（2013年8月25日）
7. 結婚しました私、結婚出来ません私。（2017年1月24日）
8. おしえてカニ部長（2017年1月24日）

### アルバム
1. S・H History 1（2008年4月27日）
2. ブルドック（2015年8月01日）

### オムニバスCD
1. ブチアゲ♂パランス（2009年3月25日）
2. もえ☆ダンス（2009年5月27日）
3. ハピコア・スピード（2009年6月17日）
4. AnimeDOL（2010年3月5日）
5. HMV入門編シリーズ 吉田豪監修「ライブアイドル入門」（2011年8月31日）

### グラビアDVD
1. もっとスタハー～はじめて水着になりました～(2010年8月27日)